# يسرائير
خطوط يسرائير الجوية (بالعبرية: ישראייר תעופה בע"מ) هي شركة طيران إسرائيلية يقع مقرها الرئيسي في تل أبيب. تقوم الشركة بتشغيل رحلات داخلية بين مطارين هما مطار بن غوريون ومطار رامون، كما تقدم الشركة أيضًا رحلات طيران مؤجرة، ورحلات دولية منتظمة إلى آسيا وأوروبا، لاسيما دول حوض البحر الأبيض المتوسط. تعتبر يسرائير شركة الطيران الثانية كبرًا في إسرائيل بعد إل عال، وتوظف حوالي 350 شخص.

## التاريخ
تأسست شركة يسرائير عام 1996 على أُسس شركة "كَنْفِي هَعِيمِك" (بالعبرية: כנפי העמק)، يُترجم اسمها إلى "أجنحة الوادي"، وقد تأسست هذه الأخيرة عام 1989 على يد "موشيه مناحامي" الذي كان يملك 33% من أسهمها. كانت كنفي هعيمك تُدير رحلات جوية من مطار مجيدو إلى إيلات وعراد وشمالي البلاد باستخدام طائرة واحدة من طراز شورت 360 ، تتسع لِـ 39 راكبًا.
في عام 1996 باع موشيه مناحامي أسهمه لشريكه "أليكس أختمان"، ليبيع هذا الأخير بدوره السيطرة على الشركة لِرَجُلَي الأعمال "زئيف هورن" و"موشيه ليفوفيتش"، مالكي شركة الحافلات "هورن وليفوفيتش"، وظل يملك 15% من أسهم الشركة.
أشرفت يسرائير في بداية طريقها على تشغيل رحلات طيران داخلية إلى جميع أنحاء إسرائيل، بشكل أساسي خط إيلات، وكانت منافسةً لشركة أركياع. وذلك بعد فوزها بمناقصة تسيير رحلات طيران داخلية منتظمة إلى إيلات، في البداية من مطار بن غوريون ومطار دوف هوز في تل أبيب ولاحقًا من مطار حيفا. كما قامت بشراء عدد من طائرات إيه تي آر 42 .
في كانون الثاني (يناير) 2021 ، أصبح رجل الأعمال "رامي ليفي" المالك المسيطر على الشركة بعد شراء 76% من أسهمها مقابل 162 مليون شيكل جديد.

## الوجهات

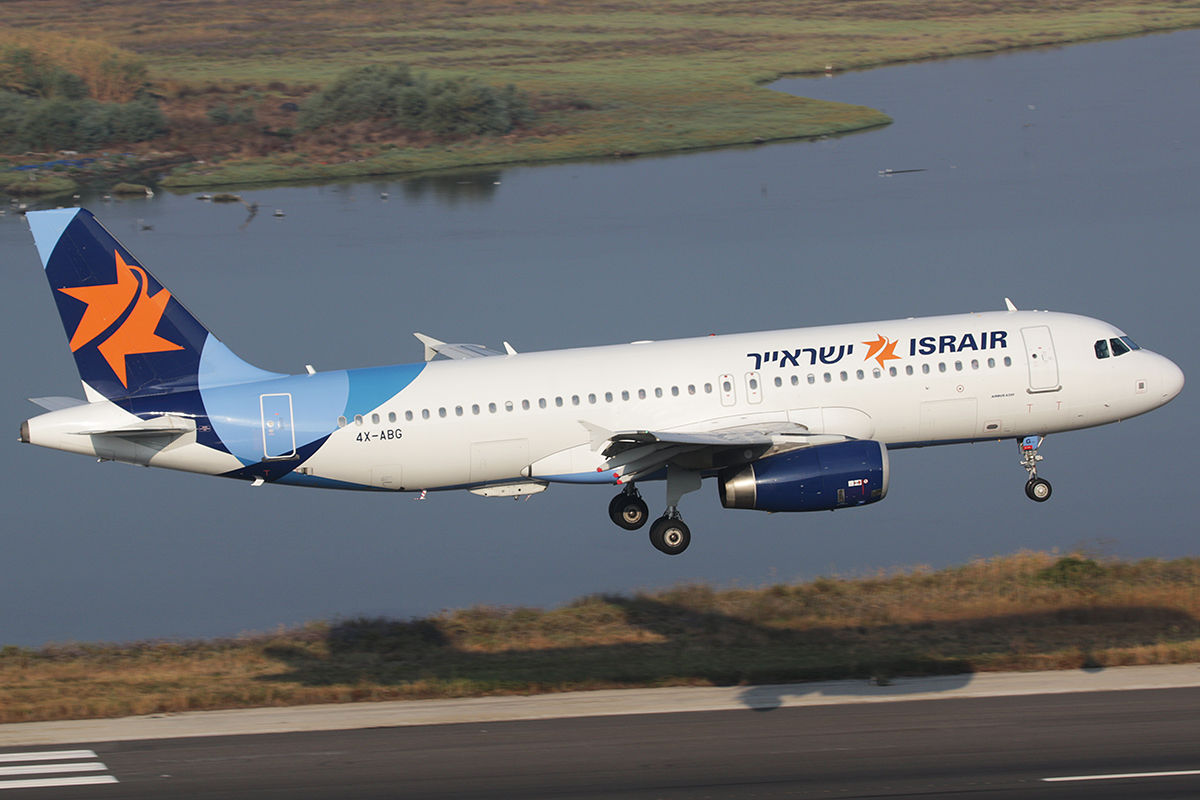
هبوط طائرة يسرائير في مطار كورفو الدولي في اليونان.

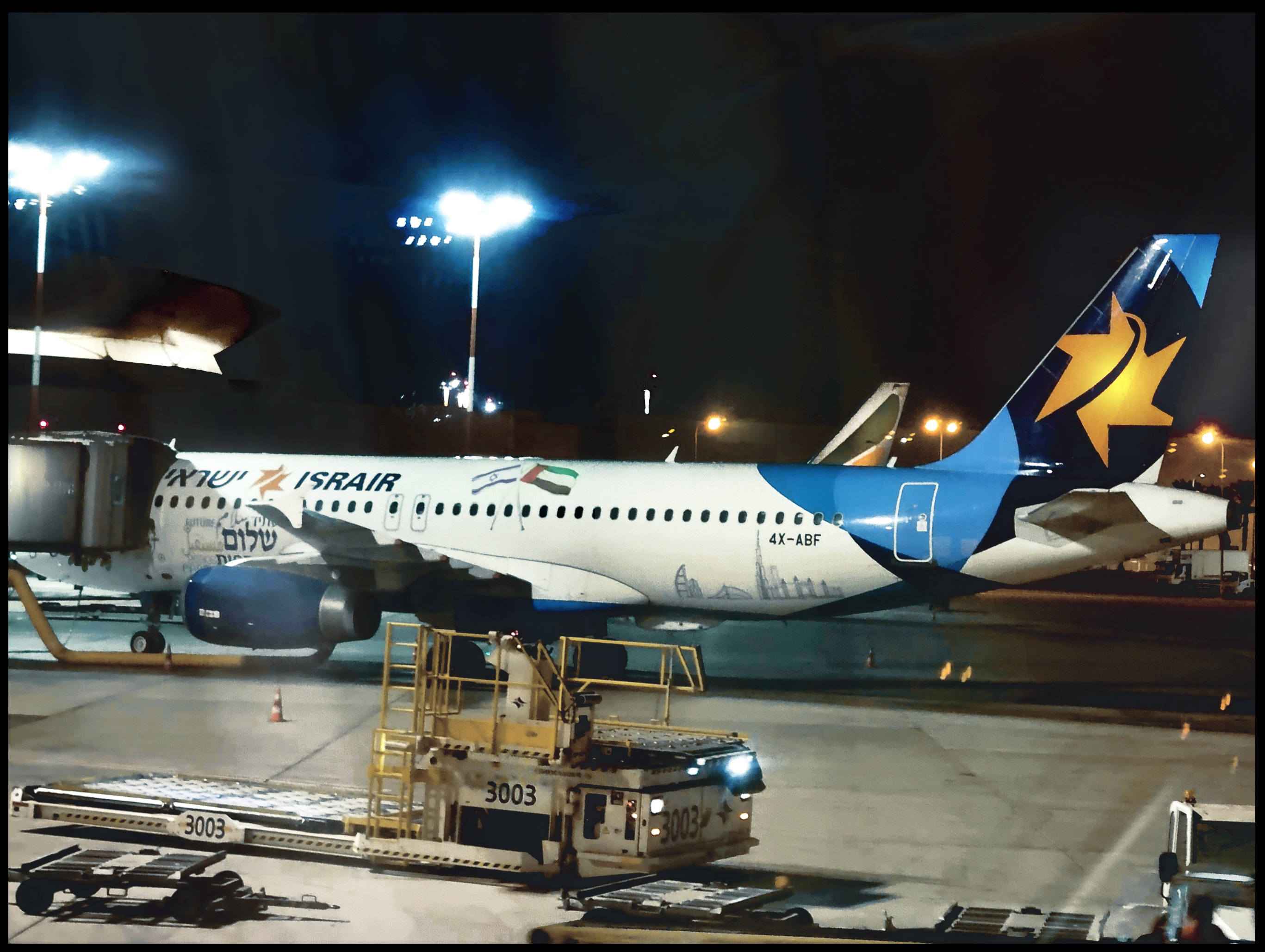
"طائرة السلام" التابعة ليسرائير في مطار بن غوريون.

تُشغّل شركة يسرائير رحلات دوليّة مُنتظمة ورحلات مُؤجّرة ورحلات موسميّة إلى وجهات مُختلفة من العالم انطلاقًا من مطار بن غوريون، كما تُشغّل رحلات داخلية إلى إيلات (مطار رامون).
وجهات يسرائير الدولية:
آسيا:
- الإمارات العربية المتحدة: دبي
- أذربيجان: باكو
- جورجيا: تبليسي، باتومي

إفريقيا:
- تنزانيا: زنجبار

أوروبا:
- إسبانيا: مالقة
- البرتغال: لشبونة
- جمهورية التشيك: براغ
- ألمانيا: برلين
- الجبل الأسود: تيفات
- المجر: بودابست
- النمسا: زالتسبورغ
- اليونان: أثينا، خانية، رودس، سالونيك، كورفو
- إيطاليا: البندقية، فيرونا، قطانية، نابولي
- بلغاريا: بورغاس، فارنا
- سلوفينيا: ليوبليانا
- قبرص: بافوس، لارنكا
- رومانيا: بوخارست
- مولدوفا: كيشيناو

## الأسطول
يتكون أسطول يسرائير من الطائرات التالية:
| الطائرة        | كمية | سعة الركاب | صور الطائرات وأرقام تسجيلها                           | ملاحظات |
| -------------- | ---- | ---------- | ----------------------------------------------------- | --- |
| إيرباص إيه 320 | 8    | 174 مقعد   | - 4X-ABF - 4X-ABG - 4X-ABI - 4X-ABS - 4X-ABT - 4X-ABW | 4X-ABF صُنعت لصالح شركة يسرائير، وبدأت الخدمة في 10 يوليو 2010 ، وفي سبتمبر 2020 تم طلاؤها بطلاء السلام بمناسبة اتفاقيات إبراهيم. 4X-ABG صُنعت لصالح شركة يسرائير، وبدأت الخدمة في 21 سبتمبر 2010 . 4X-ABI وصلت من تولوز ودخلت الخدمة في 10 مايو 2016 ، وفي سبتمبر 2020 تم طلاؤها بطلاء السلام بمناسبة اتفاقيات إبراهيم. 4X-ABS وصلت من سنغافورة في 23 مايو 2018 . 4X-ABT مستأجرة، وصلت في 30 يوليو 2021 . 4X-ABW وصلت في ديسمبر 2022 . 4X-ABX وصلت في يوليو 2024 . |